# Ninh Khang, Hoa Lư
Ninh Khang là một xã thuộc thành phố Hoa Lư, tỉnh Ninh Bình, Việt Nam.

## Địa lý
Xã Ninh Khang nằm ven sông Đáy ở phía đông bắc thành phố Hoa Lư, có vị trí địa lý:
- Phía đông và phía nam giáp tỉnh Nam Định
- Phía tây giáp phường Ninh Khánh và phường Ninh Mỹ
- Phía bắc giáp phường Ninh Giang.

Xã Ninh Khang có diện tích là 7,39 km², dân số năm 2023 là 8.060 người, mật độ dân số đạt 1.090 người/km².

## Hành chính
Xã Ninh Khang được chia thành 3 thôn: Bạch Cừ, La Phù, Phú Gia.

## Lịch sử
Ngày 27 tháng 12 năm 1975, Quốc hội ban hành Nghị quyết về việc thành lập tỉnh Hà Nam Ninh trên cơ sở tỉnh Ninh Bình và tỉnh Nam Hà. Khi đó, xã Ninh Khang thuộc huyện Gia Khánh, tỉnh Hà Nam Ninh.
Ngày 27 tháng 4 năm 1977, Hội đồng Chính phủ ban hành Quyết định số 125-CP về việc thành lập huyện Hoa Lư trên cơ sở hợp nhất huyện Gia Khánh và thị xã Ninh Bình. Khi đó, xã Ninh Khang thuộc huyện Hoa Lư mới thành lập.
Ngày 26 tháng 12 năm 1991, Quốc hội ban hành Nghị quyết về việc chia tỉnh Hà Nam Ninh thành tỉnh Nam Hà và tỉnh Ninh Bình. Khi đó, xã Ninh Khang thuộc huyện Hoa Lư, tỉnh Ninh Bình.
Ngày 31 tháng 10 năm 2003, Chính phủ ban hành Nghị định số Nghị định số 126/2003/NĐ-CP về việc thành lập thị trấn Thiên Tôn trên cơ sở điều chỉnh 13,33 ha diện tích tự nhiên và 729 nhân khẩu của xã Ninh Khang.
Sau khi điều chỉnh địa giới hành chính, xã Ninh Khang còn lại 692,24 ha diện tích tự nhiên và 6.884 nhân khẩu.
Ngày 10 tháng 12 năm 2024, Ủy ban Thường vụ Quốc hội ban hành Nghị quyết số 1318/NQ-UBTVQH15 về việc sắp xếp đơn vị hành chính cấp huyện, cấp xã của tỉnh Ninh Bình giai đoạn 2023 – 2025 (nghị quyết có hiệu lực từ ngày 1 tháng 1 năm 2025). Theo đó, thành lập thành phố Hoa Lư thuộc tỉnh Ninh Bình trên cơ sở thành phố Ninh Bình và huyện Hoa Lư. Xã Ninh Khang trực thuộc thành phố Hoa Lư.

## Kinh tế
Chợ Bạch Cừ nằm ở thôn Bạch Cừ là chợ quê trên địa bàn huyện Hoa Lư nằm trong danh sách các chợ loại 1, 2, 3 ở Ninh Bình từ năm 2008.

## Văn hóa
Cũng giống như nhiều nơi ở Hoa Lư và Yên Khánh, xã Ninh Khang cũng có tục thờ thần gắn với vị thần Thiên Tôn được sùng bái ở tỉnh Ninh Bình. Theo thần tích thôn Phú Gia thì đây là vị thiên thần, nguyên là hoàng tử, do hoàng hậu nằm mộng thấy nuốt mặt trời, có thai rồi sinh ra. Lớn lên hoàng tử dũng mãnh hơn người, đi khắp thiên hạ, vào núi Dũng Dương (nay là động Thiên Tôn) tu luyện. Thần có thể bay lượn, biến hóa, tận trừ tà ma quỷ quái nên được Ngọc hoàng ban cho thanh kiếm Tam thai thất tinh và phong làm Bắc phương Trấn Vũ đại tướng quân. Sau phóng gươm ở dưới núi Cánh Diều (thành phố Ninh Bình) mà hóa. Năm 938, Cao Đô Đường Thái sư xây đền ở cửa động Thiên Tôn, tạc tượng tay chống bảo kiếm, chân đạp lên rùa rắn và ban sắc phong là Trấn Vũ An Quốc đại vương. Đinh Tiên Hoàng khởi nghĩa ở động Hoa Lư được hai tướng Rùa, Rắn của thần giúp sức nên được sắc phong là An Quốc hoàng đế. Ở phía đông cố đô Hoa Lư có 7 nơi thờ thần là Bích Đào, Đại Phong, Yên Cư của huyện Yên Khánh, Lực Giá và Phú Gia của huyện Gia Viễn đều thuộc tỉnh Ninh Bình. Thần Thiên Tôn cùng với thần Quý Minh và thần Cao Sơn là những vị thần có nguồn gốc phát tích ở vùng văn hóa Hoa Lư, được xem là những vị thần trấn trạch Hoa Lư tứ trấn. Đều là những vị thần đại diện cho các sức mạnh siêu nhiên của trời, đất và núi được thờ ở các cửa ngõ để bảo vệ kinh đô theo quan niệm của người xưa.

## Giao thông
Dự án xây dựng Đại lộ Đinh Tiên Hoàng với mục tiêu mở rộng không gian đô thị thành phố Ninh Bình là một dự án lớn, có quy mô vốn đầu tư dự kiến 30 triệu USD gồm đường trục chính xây mới dài khoảng 6 km với điểm đầu Quảng trường 2, điểm cuối nút giao ngã tư đầu cầu Gián Khẩu. Dự án Đại lộ Đinh Tiên Hoàng đi qua địa bàn các phường: Đông Thành, Ninh Khánh Ninh Mỹ, Ninh Giang và xã Ninh Khang.